# Austin Kearns
Pour les articles homonymes, voir Kearns.
Austin Ryan Kearns (né le 20 mai 1980 à Lexington, Kentucky, États-Unis) est un joueur de champ extérieur des Ligues majeures de baseball évoluant pour les Marlins de Miami.

## Carrière

### Reds de Cincinnati

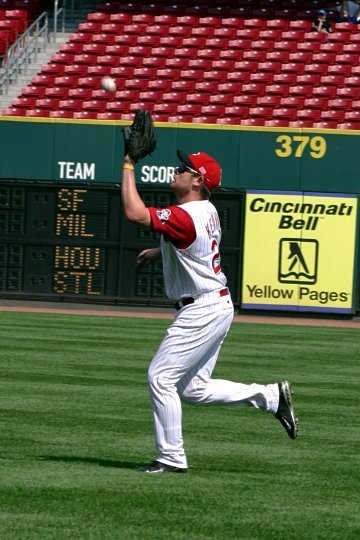
Kearns dans le champ extérieur avec les Reds en 2004.

Après des études secondaires à la Lafayette High School de Lexington (Kentucky), Austin Kearns est choisi le 2 juin 1998 par les Reds de Cincinnati au premier tour de sélection (7e choix). Il renonce à ses études supérieures programmées à l'Université de Floride et signe chez les professionnels le 30 juillet 1998, encaissant un bonus de 1,95 million de dollars à la signature.
Kearns passe trois saisons en Ligues mineures avant d'effectuer ses débuts en Ligue majeure le 17 avril 2002. Au terme de sa première saison au plus haut niveau, il termine troisième du vote désignant la meilleure recrue de l'année en Ligue nationale.

### Nationals de Washington

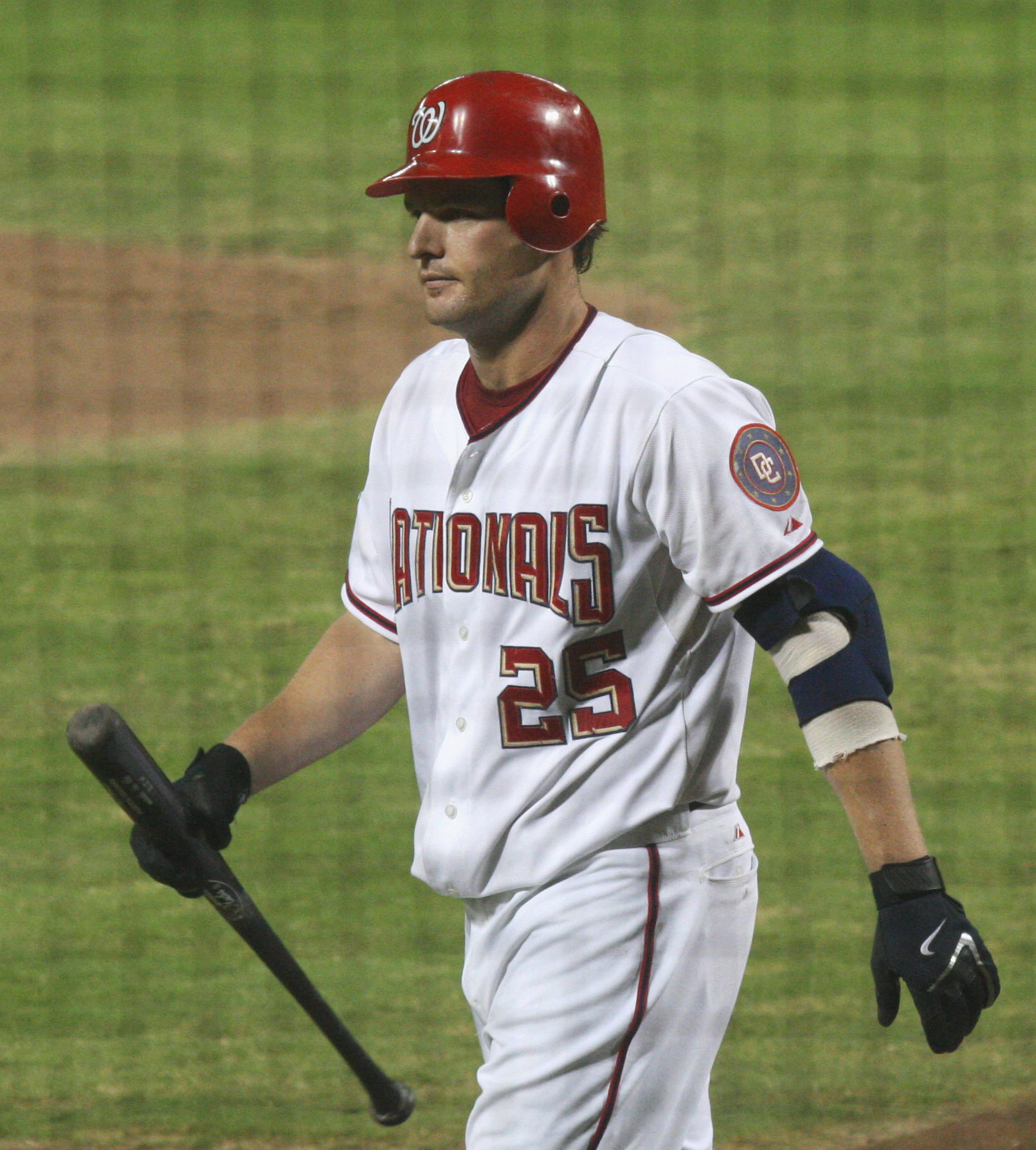
Austin Kearns joue de 2006 à 2009 pour Washington.

Le 13 juillet 2006, Cincinnati échange Austin Kearns, le joueur d'avant-champ Felipe López et le lanceur droitier Ryan Wagner aux Nationals de Washington contre l'arrêt-court Royce Clayton, l'avant-champ Brendan Harris, le lanceur gaucher Bill Bray et les lanceurs droitiers Gary Majewski et Daryl Thompson. Il complète sa saison 2006 avec des records personnels de 24 circuits et 86 points produits en 150 parties jouées pour les Reds et les Nationals.
Kearns prolonge son contrat chez les Nationals le 1er février 2007. Il s'engage pour trois saisons contre 17 millions de dollars. Kearns évolue pour Washington de cet échange en 2006 jusqu'à la fin de la saison 2009. En 2007, il ne rate qu'une seule partie de son équipe : en 161 matchs, il claque 16 circuits et produit 74 points avec une moyenne au bâton de ,266.
En 86 et 80 parties jouées, respectivement, au cours des saisons 2008 et 2009, sa moyenne au bâton chute à ,217 puis à ,195 et les succès offensifs ne sont pas au rendez-vous. Il ne claque que 10 circuits ces deux dernières années avec les Nats.

### Indians de Cleveland
Devenu agent libre après la saison 2009, Kearns signe un contrat de Ligues mineures chez les Indians de Cleveland le 5 janvier 2010.
Après 84 matchs chez les Indians en 2010, il affiche une moyenne au bâton de ,272 avec 8 circuits et 42 points produits.

### Yankees de New York
Le 30 juillet 2010, Kearns est transféré des Indians aux Yankees de New York pour le lanceur droitier Zach McAllister et une somme d'argent,.
Il frappe deux longues balles et produit sept points en 36 rencontres avec les Yankees, complétant sa saison 2010 avec 10 circuits, 49 points produits et une moyenne de ,263 pour Cleveland et New York.

### Deuxième séjour à Cleveland
En décembre 2010, Kearns, redevenu agent libre après son court passage chez les Yankees, signe une nouvelle entente d'un an avec son ancien club, les Indians de Cleveland. Il ne maintient qu'une moyenne au bâton de ,200 en 57 matchs avant d'être libéré de son contrat le 18 août.

### Marlins de Miami
Le 25 janvier 2012, Kearns signe un contrat des ligues mineures avec les Marlins de Miami. Le réserviste dispute 87 parties avec Miami en 2012, frappant pour ,245 avec quatre circuits et 16 points produits.
Le 14 janvier 2013, il signe un nouveau contrat des ligues mineures avec Miami.

## Statistiques
| Saison | Équipe     | G   | AB   | R   | H   | 2B  | 3B | HR  | RBI | SB | BA    |
| ------ | ---------- | --- | ---- | --- | --- | --- | -- | --- | --- | -- | ----- |
| 2002   | Cincinnati | 107 | 372  | 66  | 117 | 24  | 3  | 13  | 56  | 6  | 0,315 |
| 2003   | Cincinnati | 82  | 292  | 39  | 77  | 11  | 0  | 15  | 58  | 5  | 0,264 |
| 2004   | Cincinnati | 64  | 217  | 28  | 50  | 10  | 2  | 9   | 32  | 2  | 0,230 |
| 2005   | Cincinnati | 112 | 387  | 62  | 93  | 26  | 1  | 18  | 67  | 0  | 0,240 |
| 2006   | Cincinnati | 87  | 325  | 53  | 89  | 21  | 1  | 16  | 50  | 7  | 0,274 |
| 2006   | Washington | 63  | 212  | 33  | 53  | 12  | 1  | 8   | 36  | 2  | 0,250 |
| 2007   | Washington | 161 | 587  | 84  | 156 | 35  | 1  | 16  | 74  | 2  | 0,266 |
| 2008   | Washington | 86  | 313  | 40  | 68  | 10  | 0  | 7   | 32  | 2  | 0,217 |
| 2009   | Washington | 80  | 174  | 20  | 34  | 6   | 2  | 3   | 17  | 1  | 0,195 |
| 2010   | Cleveland  | 84  | 301  | 42  | 82  | 18  | 1  | 8   | 42  | 4  | 0,272 |
| 2010   | NY Yankees | 36  | 102  | 13  | 24  | 3   | 0  | 2   | 7   | 0  | 0,235 |
| Totaux | Totaux     | 962 | 3282 | 480 | 843 | 176 | 12 | 115 | 471 | 31 | 0,257 |

Note : G = Matches joués ; AB = Passages au bâton; R = Points ; H = Coups sûrs ; 2B = Doubles ; 3B = Triples ; 
HR = Coup de circuit ; RBI = Points produits ; SB = Buts volés ; BA = Moyenne au bâton.